# Sione Lauaki
Sione Tuitupu Lauaki (Lifuka, 22 de junio de 1981 — Auckland, 12 de febrero de 2017) fue un jugador neozelandés de rugby nacido en Tonga que se desempeñó como octavo.

## Biografía
Lauaki sufría de insuficiencia renal por lo que debió retirarse y poner fin a su carrera con solo 31 años, en 2012. Para comienzos de 2017 se agravó su enfermedad, debió someterse a una diálisis renal y sin embargo falleció el 12 de febrero, tenía 35 años.

## Selección nacional
Fue convocado a los All Blacks por primera vez en junio de 2005 para enfrentar a los Flying Fijians, formó parte del plantel que enfrentó a los British and Irish Lions durante la gira por el país de 2005 de estos últimos y disputó su último partido en septiembre de 2008 frente a Manu Samoa. En total jugó 17 partidos y marcó tres tries para un total de 15 puntos.

### Participaciones en Copas del Mundo
Solo disputó una Copa del Mundo; Francia 2007 donde Lauaki jugó todos los partidos y los All Blacks ganaron su grupo venciendo a la Azzurri y al XV del Cardo, pero realizaron su peor participación, al resultar eliminados en cuartos de final ante los locales; Les Bleus.
| Mundial                       | Sede    | Resultado        | PJ | Tries |
| ----------------------------- | ------- | ---------------- | -- | ----- |
| Copa Mundial de Rugby de 2007 | Francia | Cuartos de final | 4  | 0     |

## Palmarés
- Campeón de The Rugby Championship de 2005 y 2008.
- Campeón de la Mitre 10 Cup de 2002 y 2003.